# 梅北村 (臺灣)
23°35′06.8″N 120°33′20.3″E / 23.585222°N 120.555639°E
梅北村為中華民國臺灣嘉義縣梅山鄉轄下的行政區。位於嘉義縣東北方，為梅山鄉十八個村之一，面積約2.126305平方公里，行政區包含15個鄰、1787戶、人口數5105人。梅山鄉公所、梅山衛生所及消防隊等機關都位於此。週日的梅山夜市、梅鄉汗路藝文生態館為該村景點。

## 地理
梅北村因位於梅山鄉的北邊所以名為梅北，東接梅東村，西接大林鎮崎頂，北接倒孔山溪，是梅山鄉人口最多的一個村落。

## 聚落歷史
清代時為中莊、尾庄仔莊。現轄十五鄰，聚落有梅山、三美庄、下田洋、大園、獅頭崙、車頭及公館園。
三美庄:原本因為在梅山街市後段而名為尾庄，後改名為三美庄。
車頭:因日據時代台糖公司在此設車站而得名。

## 教育
梅北國小創立於2001年，是因梅山國民小學班級人數過多，教室老舊且不足，為了因應政府提倡的小校小班而興建。
梅山國中籌設於1956年，原為大林國中梅山分校，初期暫借梅山國小的教室開班上課，直到1958年開始建設教室，在地方人士及全體師生的努力下漸具規模，在1960年獨立設校。

## 文化資源
三美庄濟興宮，建立於1948年，主神為保生大帝。
鎮安宮，原名為保和廟，主神為土地公及土地婆，於1962年改建後現在由梅山玉虛官管理。
梅山基督長老教會，緣起於1950年邱欽漢醫師在住宅做家庭禮拜，並在1953年成立佈道所。

## 景點
梅山橫山屏休閒園區是以鎮安宮為中心所設立的休閒園區，每年母親節前後為金針花期，為嘉義賞花景點之一。
梅問屋梅子元氣館於1967年創立，展示以前製作梅子所用的器具及製作方法導覽，並有DIY活動供民眾體驗製梅，也有伴手禮之販售。
梅山文教基金會創立於1994年的9月28日，梅山文教基金會在2003年成立「梅鄉汗路藝文生態館」作為地方文化館，是嘉義縣內首座文化館。

## 其他特色
出身名人<梅山鄉的全貌> 陳印，梅山首屆鄉長，任內籌建梅山自來水廠，解決梅山飲水問題。